# John Frost (oficial do Exército Britânico)
John Dutton Frost (Poona, Bombay Presidency, British India, 31 de dezembro de 1912 – West Sussex, England, 21 de maio de 1993) foi um oficial do exército britânico durante a Segunda Guerra Mundial. 

## Vida
Ele foi educado, inicialmente, no Wellington College, Berkshire, mas foi transferido para a Monkton Combe School, Somerset em 1929 devido à falta de progresso. Mais tarde, ele deixaria a Monkton Combe School fora de sua entrada no Who's Who. Oficial aerotransportado do Exército Britânico, mais conhecido por ser o líder do pequeno grupo de tropas aerotransportadas britânicas que realmente chegaram à ponte de Arnhem durante a Batalha de Arnhem em Operação Market Garden, na Segunda Guerra Mundial. Ele foi um dos primeiros a se juntar ao recém-formado Regimento de Pára-quedistas e serviu com distinção em muitas operações aerotransportadas em tempo de guerra, como no Norte da África, na Sicília e na Itália, até seu ferimento e subsequente captura em Arnhem. Ele se aposentou do exército em 1968 para se tornar um criador de gado de corte em West Sussex.

## Publicações
- 1980: A Drop Too Many – autobiografia (parte 1)
- 1983: 2 PARA Falklands: The Battalion at War
- 1991: Nearly There – autobiografia (parte 2)